# Scania Citywide
 (juin 2014).
Si vous disposez d'ouvrages ou d'articles de référence ou si vous connaissez des sites web de qualité traitant du thème abordé ici, merci de compléter l'article en donnant les références utiles à sa vérifiabilité et en les liant à la section « Notes et références ».
Le Scania Citywide est un modèle d'autobus produit de 2011 à 2024 par la firme suédoise Scania . C'est une nouvelle gamme de bus urbains à plancher et emmarchement bas. Il succède au Scania Omnicity et au Scania OmniLink.
Tout d'abord lancé avec des moteurs Euro 5, il est équipé depuis 2013 de moteurs Euro 6 fonctionnant avec plusieurs énergies : gazole, biogazole, gaz.
Les premiers Scania Citywide Euro 6 français ont été livrés à la ville d'Angers en octobre 2013.

## Modèles
Le Scania Citywide existe en deux versions de plancher :

### Low Floor (LF)
Le plancher surbaissé est conçu pour les lignes interurbaines à forte affluence et offre un plancher intégralement plat et sans obstacle sur toute la longueur du bus, ce qui permet aux passagers de circuler facilement. De plus les configurations de planchers polyvalentes permettent d'optimiser la capacité.
En version LF, le Scania Citywide existe en plusieurs longueurs :
- 10,9 m ;
- 12 m ;
- 18 m.

Modèles concurrents (standard):
Mercedes-Benz Citaro C2; Volvo 7900; MAN Lion’s City; Iveco Urbanway; Solaris Urbino IV; VDL Citea; Heuliez GX 337; Van Hool NewA330; Isuzu Citiport; Otokar Kent; Bredamenarinibus Citymood; Temsa Avenue; SOR NB & NS…

### Low Entry (LE)

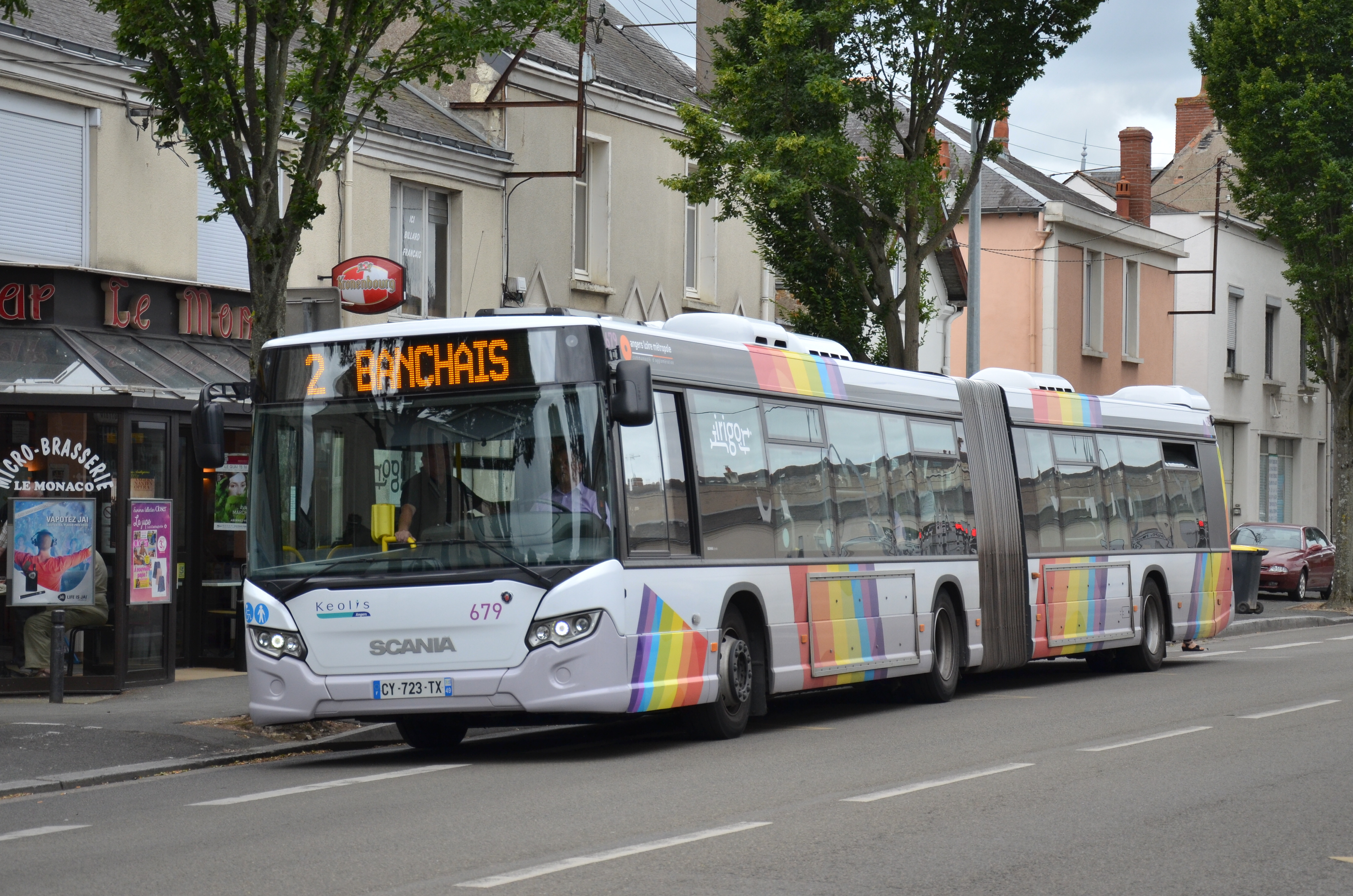
Scania Citywide 18 m à Angers

L'emmarchement bas est une solution à double emploi, qui permet d'utiliser le même bus de forte capacité sur les lignes urbaines et suburbaines. La souplesse de l'agencement garantit une circulation rapide des passagers et un confort accru pour les passagers assis à l'arrière.
En version LE, Le Scania Citywide existe aussi en plusieurs longueurs : 
- 12 m ;
- 12,7 m ;
- 18 m.

Modèles concurrents (standard) :
Mercedes-Benz Citaro LE Ü; Volvo 8900 LE; Iveco Crossway LE; Setra S 415 LE Business; VDL Citea LLE; MAN Lion’s Intercity LE; Irizar i3 LE; Sunsundegui SB3 LE; Hess SwissAlpin; SOR BN…

## Caractéristiques

### Caractéristiques générales

#### Modèle Low Floor (LF)
| Modèle    | LF 10,9        | LF 12          | LF 18          |
| --------- | -------------- | -------------- | -------------- |
| Châssis   | Scania série N | Scania série N | Scania série N |
| Sous-type | N UB4x2        | N UB4x2        | N UA6x2/2      |

#### Modèle Low Entry (LE)
| Modèle    | LE 12          | LE 12,7        | LE Hybrid      | LE 18          |
| --------- | -------------- | -------------- | -------------- | -------------- |
| Châssis   | Scania série K | Scania série K | Scania série K | Scania série K |
| Sous-type | K UB 4x2       | K UB 4x2       | K UB 4x2       | K UA 6x2/2     |

### Motorisation

#### Diesel et biodiesel
| Modèle / Utilisation                       | LE 12 LE 12,7 LF 10,9 LF 12 | LE 12 LE 12,7 LF 10,9 LF 12 | LE 12 LE 12,7 LE 18 LF 10,9 LF 12 LF 18 | LE 18 LF 18 | LE 18 LF 18 | LE 12 LE 12,7 LE 18 LF 10,9 LF 12 LF 18 | LE 18 LF 18 |
| Transmission                               | mécanique | mécanique | mécanique | mécanique | mécanique | mécanique | mécanique |
| Carburant et Adblue                        | | | | | | | |
| Capacité du réservoir de carburant [L]     | | | | | | | |
| Capacité du réservoir d'Adblue [L]         | | | | | | | |
| Motorisation                               | | | | | | | |
| Moteur                                     | diesel | diesel | diesel | diesel | diesel | biodiesel | biodiesel |
| Cylindrée [L]                              | 7 | 9 | 9 | 9 | 9 | 9 | |
| Puissance [kW] ([ch]) à X tours par minute | 206 (280) | 184 (250) | 206 (280) | 235 (320) | 265 (360) | 235 (320) | 265 (360) |
| Couple [Nm] à X tours par minute           | 1 100 à 1 200-1 600 | 1 250 à 1 000-1 350 | 1 400 à 1 000-1 350 | 1 600 à 1 050-1 300 | 1 700 à 1 100-1 350 | 1 600 à 1 050-1 300 | 1 700 à 1 100-1 350 |
| Disposition                                | - Version Low floor : transversal dans le porte-à-faux arrière ; - Version Low entry : longitudinal au centre dans le porte-à-faux arrière. | - Version Low floor : transversal dans le porte-à-faux arrière ; - Version Low entry : longitudinal au centre dans le porte-à-faux arrière. | - Version Low floor : transversal dans le porte-à-faux arrière ; - Version Low entry : longitudinal au centre dans le porte-à-faux arrière. | - Version Low floor : transversal dans le porte-à-faux arrière ; - Version Low entry : longitudinal au centre dans le porte-à-faux arrière. | - Version Low floor : transversal dans le porte-à-faux arrière ; - Version Low entry : longitudinal au centre dans le porte-à-faux arrière. | - Version Low floor : transversal dans le porte-à-faux arrière ; - Version Low entry : longitudinal au centre dans le porte-à-faux arrière. | - Version Low floor : transversal dans le porte-à-faux arrière ; - Version Low entry : longitudinal au centre dans le porte-à-faux arrière. |
| Transmission                               | | | | | | | |
| Transmission                               | propulsion | propulsion | propulsion | propulsion | propulsion | propulsion | propulsion |
| Type de transmission                       | mécanique | mécanique | mécanique | mécanique | mécanique | mécanique | mécanique |
| Boite de vitesses                          | ZF Ecolife | ZF Ecolife | ZF Ecolife | ZF Ecolife | ZF Ecolife | ZF Ecolife | ZF Ecolife |
| Utilisation                                | Tous (de série). | Tous (de série). | Tous (de série). | Tous (de série). | Tous (de série). | Tous (de série). | Tous (de série). |
| Type                                       | automatique | automatique | automatique | automatique | automatique | automatique | automatique |
| Boite de vitesses                          | Scania Opticruise | Scania Opticruise | Scania Opticruise | Scania Opticruise | Scania Opticruise | Scania Opticruise | Scania Opticruise |
| Utilisation                                | En option sur la version Low entry. | En option sur la version Low entry. | En option sur la version Low entry. | En option sur la version Low entry. | En option sur la version Low entry. | En option sur la version Low entry. | En option sur la version Low entry. |
| Type                                       | robotisée | robotisée | robotisée | robotisée | robotisée | robotisée | robotisée |

#### Gaz
| Modèle / Utilisation                       | LE 12 LE 12,7 LE 18 LF 10,9 LF 12 LF 18 | LE 12 LE 12,7 LE 18 LF 10,9 LF 12 LF 18 |
| Transmission                               | mécanique | mécanique |
| Carburant et Adblue                        | | |
| Capacité du réservoir de carburant [L]     | | |
| Capacité du réservoir d'Adblue [L]         | | |
| Motorisation                               | | |
| Moteur                                     | GNV | GNV |
| Cylindrée [L]                              | 9 | 9 |
| Puissance [kW] ([ch]) à X tours par minute | 206 (280) | 235 (320) |
| Couple [Nm] à X tours par minute           | 1 350 à 1 000-1 400 | 1 500 à 1 100-1 400 |
| Disposition                                | - Version Low floor : transversal dans le porte-à-faux arrière ; - Version Low entry : longitudinal au centre dans le porte-à-faux arrière. | - Version Low floor : transversal dans le porte-à-faux arrière ; - Version Low entry : longitudinal au centre dans le porte-à-faux arrière. |
| Transmission                               | | |
| Transmission                               | propulsion | propulsion |
| Type de transmission                       | mécanique | mécanique |
| Boite de vitesses                          | ZF Ecolife | ZF Ecolife |
| Utilisation                                | Tous (de série). | Tous (de série). |
| Type                                       | automatique | automatique |
| Boite de vitesses                          | Scania Opticruise | Scania Opticruise |
| Utilisation                                | En option sur la version Low entry. | En option sur la version Low entry. |
| Type                                       | robotisée | robotisée |

#### Electrique
Le Scania Citywide E est introduit en 2018. C'est la version électrique à batteries du Citywide, disponible uniquement sur le chassis LF, pour les longueurs 12 et 18 mètres. Ses concurrents sont les Mercedes-Benz eCitaro; Volvo 7900 E; Heuliez GX 337 E / Iveco E-Way; Solaris Urbino IV Electric; MAN Lion's City E; Irizar ie Bus; VDL Citea SLF Electric; Van Hool A12; Hess LighTram; BYD eBus; Ebusco 3.0; Bolloré Bluebus; Salvador Caetano Citygold; Karsan e-ATA; Isuzu Citivolt; Temsa Avenue Electron; Otokar e-Kent; Bredamenarinibus Citymood e; SOR EBN & NS Electric...

#### Scania Citywide II
La deuxième génération du Citywide est présentée en 2019. Les versions diesel, GNV et électriques sont toutes reconduites, de même que les chassis LF et LE. 
En France, le réseau Filbleu de Tours a la primeur de ce modèle, en version GNV. 
Scania a annoncé l'arrêt définitif de production du Citywide en 2024 en lien avec la cessation de toute production d'autobus complets, la marque ne faisant plus que des châssis et moteurs.